# École biblique et archéologique française de Jérusalem

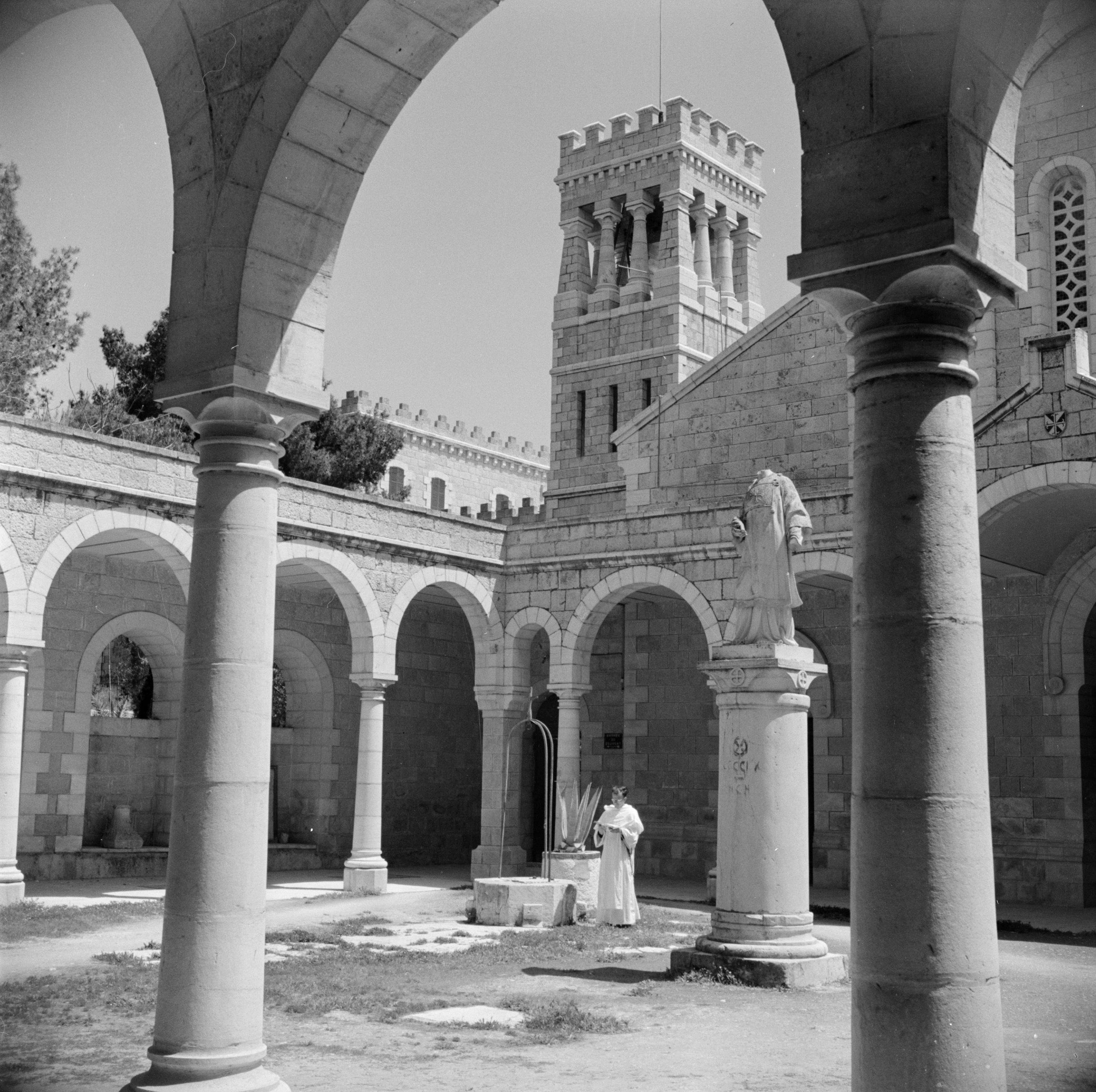
Kreuzgang der École biblique, 1950

Die École biblique et archéologique française de Jérusalem (EBAF, französisch Französische biblische und archäologische Schule Jerusalem) wurde 1890 unter dem Namen École Pratique d’Études Bibliques („Praktische Schule für Bibelstudien“) von dem Dominikanerpater Marie-Joseph Lagrange im Konvent St. Étienne zu Jerusalem gegründet.

## Tätigkeiten der École biblique
Marie-Joseph Lagrange erhielt im Februar 1889 den Auftrag zur Gründung der Schule. Ab 1892 gab er die  Fachzeitschrift Revue Biblique heraus.
Mit päpstlicher Anerkennung widmet sich die École biblique der wissenschaftlichen Erforschung des Heiligen Landes und der biblischen Texte. Zu ihrer Spezialität wurde es, die Berichte der Bibel mit archäologischen, ethnologischen, historischen und exegetischen Methoden im konkreten Zusammenhang mit den biblischen Örtlichkeiten zu erhellen. Forscher an der École biblique waren maßgeblich an der Edition der Schriftrollen vom Toten Meer beteiligt.
Die wohl berühmteste Publikation der 1920 auch vom französischen Staat anerkannten Forschungseinrichtung ist die 1956 auf Französisch erschienene Jerusalemer Bibel, eine Bibelübersetzung, die wegen ihrer literarischen Qualität und textkritischen Strenge bis heute international große Beachtung findet (deutsch 1968). 
Die EBAF betreut ein umfassendes Fotoarchiv. Sie digitalisiert historische Aufnahmen, so beispielsweise die Arbeiten von Khalil Raad.

## Bekannte Schüler und Lehrer
- Silvio José Báez Ortega OCD (* 1958), 1988
- Antonin Jaussen (1871–1962) ab 1890[4][1]
- Alois Musil, (1868–1944) um 1895
- Raphaël Savignac (1874–1951) ab 1893[1]
- Jean-Michel de Tarragon (* 1945) ab 1973[5]